# Alfio Caponi
Alfio Caponi (Piegaro, 15 giugno 1914 – Perugia, 12 aprile 2004) è stato un politico, sindacalista e partigiano italiano.

## Biografia
Richiamato alle armi durante la seconda guerra mondiale, Alfio Caponi, subito dopo l'8 settembre 1943, tornò a Perugia e si ricollegò al movimento clandestino del partito comunista, militando nelle file della Resistenza.
Dopo la Liberazione, come segretario della Camera del Lavoro di Perugia (prima dal 1948 al 1950 e poi dal 1959 al 1959), fu sempre alla testa delle lotte dei contadini umbri. Consigliere comunale di Perugia nel 1952, nel maggio del 1958 fu eletto deputato. Era tale la popolarità di Caponi, che nel 1963 fu eletto sia alla Camera che al Senato della Repubblica nel Collegio di Città di Castello-Gubbio. Optò per il seggio di Palazzo Madama, per poi tornare a Montecitorio con le elezioni del 1968.
Sempre combattivo, diresse poi la Comunità Montana e dopo la "svolta della Bolognina" fu con Armando Cossutta, tra i fondatori del Partito della Rifondazione Comunista.
Dopo la scomparsa di Alfio Caponi, a Perugia gli hanno intitolato una strada e, nel 2006, il grande "Parco naturalistico dei Monti del Tezio", che lui aveva fortemente voluto.